# Pedro Tomás Nevado-Batalla Moreno
Pedro Tomás Nevado-Batalla Moreno (Cáceres, 1967), es un profesor universitario español, que fue Consejero de Administración Pública de la Junta de Extremadura y Presidente del Consejo Consultivo de Extremadura.

## Trayectoria
Nacido en Cáceres, es Licenciado en Derecho y Diplomado de la Escuela de Práctica Jurídica por la Universidad de Salamanca desde 1991, obteniendo el Doctorado por dicha Universidad en 1995. En 2003 obtiene el Diploma en Defensa Nacional en la Escuela de Altos Estudios de la Defensa del Centro Superior de la Defensa Nacional, del Ministerio de Defensa de España. Recibe en 2010 el Título de Experto en Defensa Nacional por la Universidad Rey Juan Carlos.
Es Profesor Titular del Departamento de Derecho Administrativo-Financiero de la Universidad de Salamanca, aunque su actividad docente se ha desarrollado igualmente en centros oficiales no universitarios (Instituto Nacional de Administración Pública, Escuela de Policía de Castilla y León...), así como en centros universitarios extranjeros, en calidad de profesor invitado, en diferentes países iberoamericanos así como evaluador externo de la Universidad de Sheffield.
Ha ocupado diversos cargos de gestión de ámbito universitario como Vicedecano Relaciones Institucionales y Alumnos de la Facultad de Derecho de la Universidad de Salamanca, Miembro del Comité de Autoevaluación de la Licenciatura de Derecho o Director-Delegado del Servicio de Colegios y Residencias Universitarias de la Universidad de Salamanca.
El 16 de mayo de 2014 recibe la Insignia de Oro del Colegio Mayor San Bartolomé, del que fue director durante los años 1993-1995, y pasa a ser Colegial de Honor, siendo miembro nato del Consejo Consultivo.
Después de ocupar el cargo de Consejero de Administración Pública de la Junta de Extremadura, ocupó el puesto de Presidente del Consejo Consultivo de Extremadura hasta la desaparición del órgano consultivo.
Miembro del Comité de Ética Pública de Castilla y León.
En 2021, el Senado le nombró miembro del Observatorio de la Vida Militar.